# Euthyphron

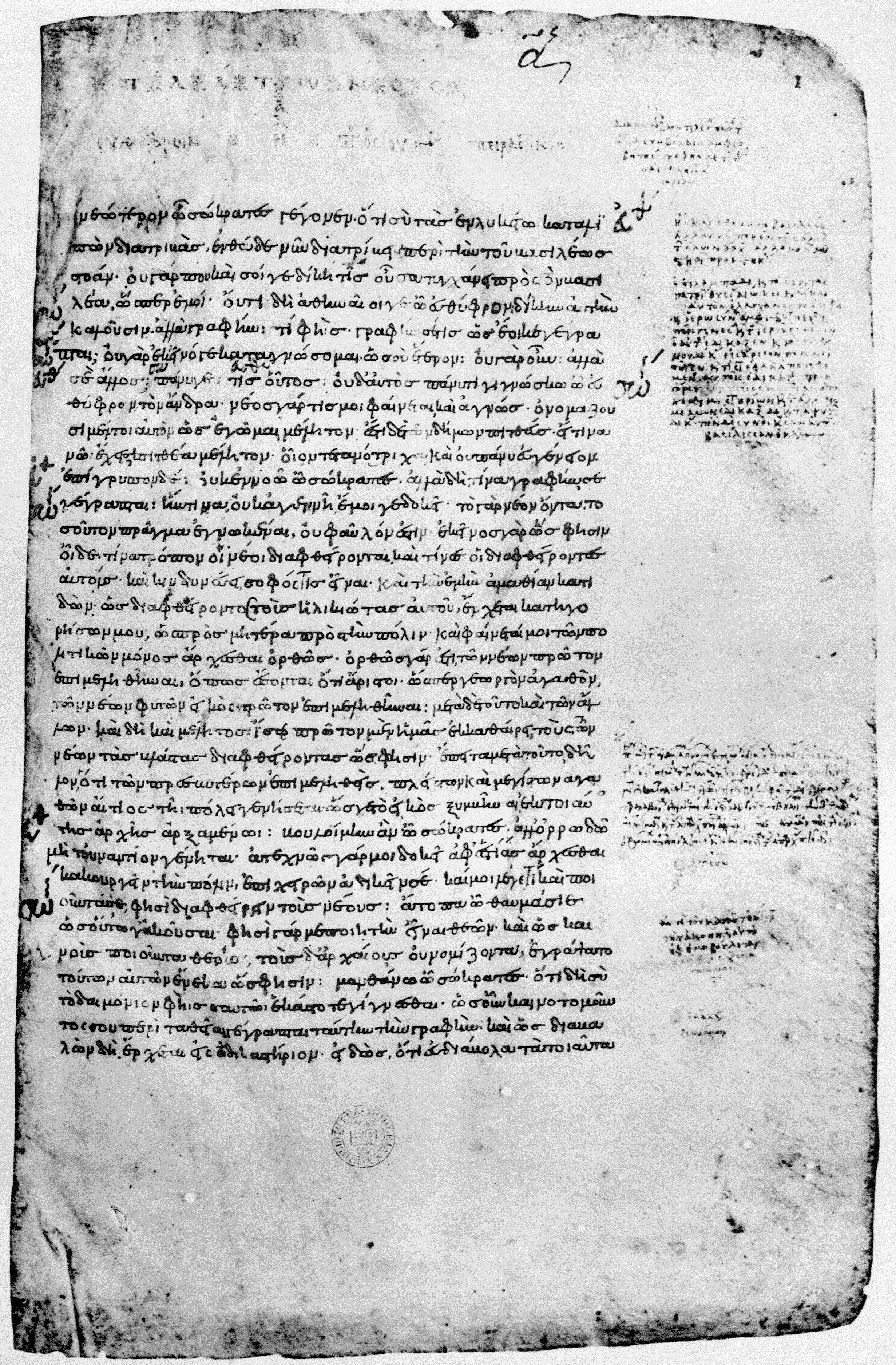
Der Anfang des Euthyphron in der ältesten erhaltenen mittelalterlichen Handschrift, dem 895 geschriebenen Codex Clarkianus (Oxford, Bodleian Library, Clarke 39)

Der Euthyphron (altgriechisch Εὐθύφρων Euthýphrōn) ist ein in Dialogform verfasstes frühes Werk des griechischen Philosophen Platon. Den Inhalt bildet ein fiktives Gespräch von Platons Lehrer Sokrates mit seinem betont religiösen Mitbürger Euthyphron, nach dem der Dialog benannt ist. Das Thema ist die Definition der Frömmigkeit, deren Verhältnis zur Ethik untersucht wird.
Euthyphron erzählt Sokrates, dass er gegen seinen Vater wegen eines Tötungsdelikts Anklage erhebt. Er ist überzeugt, das Recht auf seiner Seite zu haben und fromm zu handeln. Sokrates nimmt diese ungewöhnliche Situation zum Anlass, mit Euthyphron ein philosophisches Gespräch über die Frömmigkeit zu führen. Gemeinsam versuchen sie zu bestimmen, was die Frömmigkeit ausmacht. Dabei stoßen sie auf einen wesentlichen Aspekt des Themas, der hier erstmals formuliert wird und daher heute in der Philosophie und Theologie als Euthyphron-Dilemma bekannt ist. Es handelt sich um die Frage, ob etwas dann als moralisch korrekt zu gelten hat, wenn es dem Willen eines Gottes entspricht, der alle Normen setzt, oder ob das ethisch Richtige an und für sich richtig ist und aus diesem Grund von der Gottheit gewollt wird. Die Bedeutung der Frage liegt in den weitreichenden ethischen und theologischen Konsequenzen, die sich aus ihrer Beantwortung ergeben. Für die beiden Gesprächspartner ist das allerdings kein Problem, denn sie halten es für evident, dass nicht die Gottgefälligkeit bewirkt, dass etwas ethisch richtig ist, sondern die ethische Richtigkeit die Ursache der Gottgefälligkeit ist.
Es gelingt nicht, die Frömmigkeit befriedigend zu definieren und ihr Verhältnis zur Gerechtigkeit zu klären. Der Dialog führt zu einer Aporie, einer anscheinend ausweglosen Lage. Euthyphron gibt auf und bricht das Gespräch ab.

## Ort, Zeit und Teilnehmer

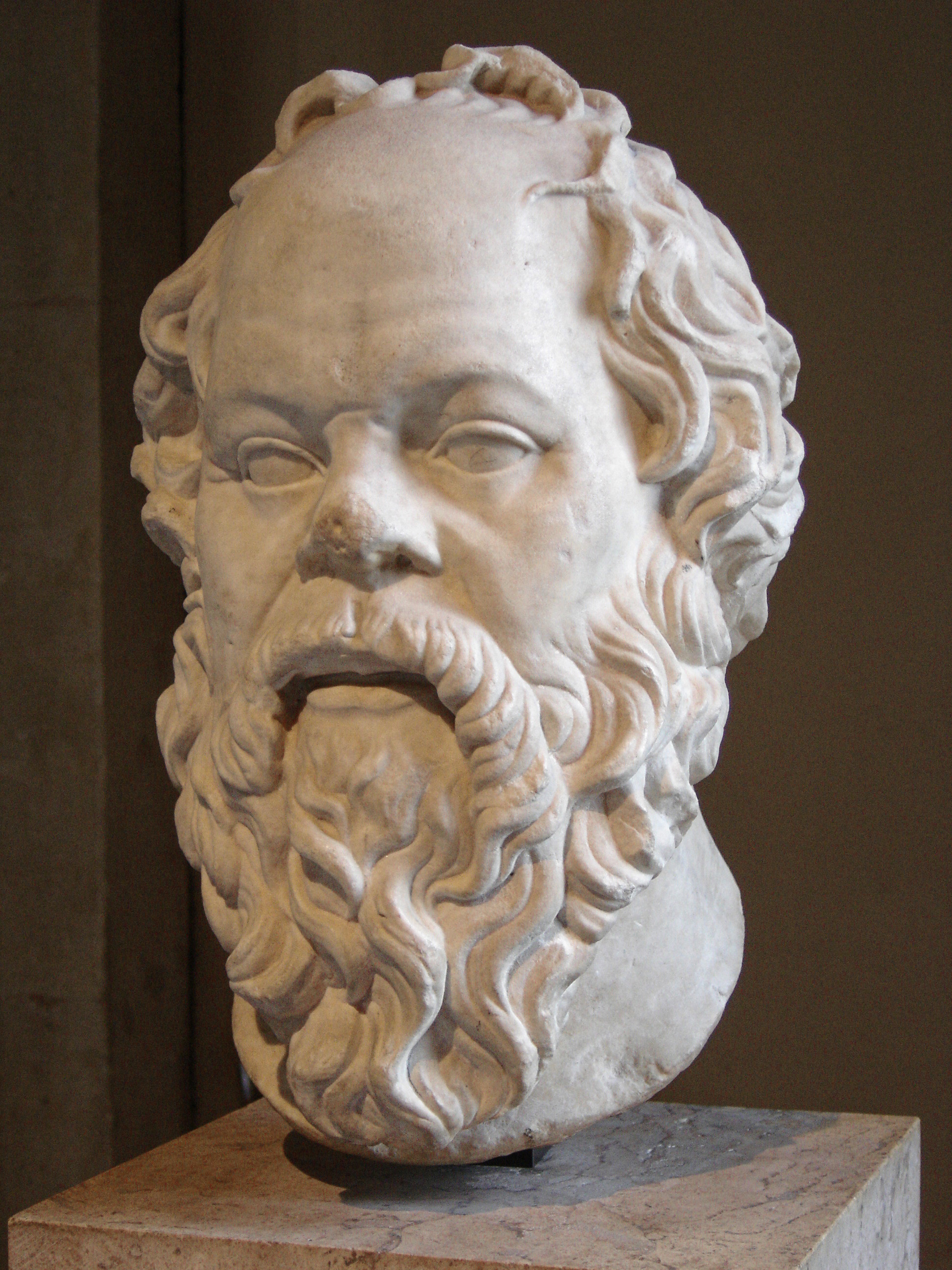
Sokrates (römische Büste, 1. Jahrhundert, Louvre, Paris)

Der Dialog spielt sich in Athen ab, bei der Säulenhalle des Gerichtsgebäudes des Archon Basileus. Beteiligt sind nur zwei Personen, Sokrates und Euthyphron.
Abgesehen von zwei Dialogen Platons bezeugen keine zeitgenössischen Quellen die Existenz Euthyphrons. Daher ist mit der Möglichkeit zu rechnen, dass Platon ihn erfunden hat. Dafür spricht sein bedeutungsvoller Name („der Geradsinnige“), der besagt, dass er geradlinig denkt und schnell Bezüge herstellt. Dennoch wird in der Forschung gewöhnlich angenommen, dass dieser Bekannte des Sokrates wirklich gelebt hat. Im Dialog Kratylos erwähnt Platon mehrmals einen Euthyphron aus dem Demos Prospalta in Attika, der seine religiösen Eingebungen mit Begeisterung mitteilt. Offenbar handelt es sich um die gleiche Person wie im Euthyphron. Euthyphron betätigte sich als Wahrsager. Er mag Priester gewesen sein, doch wird dies nirgends ausdrücklich festgestellt. Nach Platons Darstellung wurde er von seinen Mitbürgern als Außenseiter betrachtet und nicht ernst genommen. Anscheinend vertrat er ein traditionelles religiöses Konzept, aber auf eine radikale, befremdlich wirkende Weise. Daraus ergab sich für ihn eine gewisse Solidarisierung mit Sokrates, der ebenfalls durch sein ungewöhnliches Auftreten und provozierende Behauptungen aus dem Rahmen fiel und Anstoß erregte.
Der Zeitpunkt der Dialoghandlung ist das Frühjahr 399 v. Chr. Die Datierung ergibt sich daraus, dass gegen Sokrates bereits die Anklage erhoben worden ist, die dann zu seiner Verurteilung und Hinrichtung geführt hat. Euthyphron steht wohl im fünften Lebensjahrzehnt, Sokrates ist siebzigjährig. Das Tötungsdelikt, das Euthyphron seinem bereits betagten Vater zur Last legt, muss – wenn es historisch ist – spätestens 404 v. Chr. auf der Insel Naxos verübt worden sein, denn die dort lebenden athenischen Siedler (Kleruchen), zu denen Euthyphrons Vater offenbar gehörte, mussten Naxos verlassen, nachdem Athen 405 in der Schlacht bei Aigospotamoi eine schwere Niederlage erlitten hatte.

## Inhalt
Einleitungsgespräch
Sokrates hat sich wegen der Anklage, die ein junger Mann namens Meletos gegen ihn erhoben hat, zum Gerichtsgebäude begeben. Dort trifft er auf seinen Bekannten Euthyphron, der ihn nach dem Anlass seiner Anwesenheit fragt. Sokrates berichtet von dem bevorstehenden Prozess und der Beschuldigung, er verderbe die Jugend und erfinde neue Götter, statt an die alten zu glauben. Euthyphron erzählt von seiner Anklage gegen seinen Vater, die er einreichen will oder bereits eingereicht hat. Der Mann, dessen Tod der Vater verschuldet hat, war kein Verwandter, sondern ein fremder Taglöhner, der Feldarbeit verrichtete. Als er betrunken war, erschlug er einen Sklaven im Zorn. Darauf ließ ihn der Vater fesseln und in eine Grube werfen. Während der Vater eine Rechtsauskunft einholte, kümmerte er sich nicht um seinen Gefangenen. Der Taglöhner fiel dem Hunger und der Kälte zum Opfer, bevor der Bote aus Athen mit der Auskunft eintraf. Deswegen klagt nun Euthyphron seinen Vater eines Tötungsdelikts an. Der verwendete Begriff phónos wird gewöhnlich mit „Mord“ oder „Totschlag“ übersetzt. Nach damaligem griechischem Recht handelte es sich entweder um eine „unvorsätzliche Tötung nicht mit eigener Hand“ oder um eine Tötung durch absichtliche Unterlassung. Die gesamte Verwandtschaft ist über die Anklage empört und hat für den Vater Partei ergriffen. Alle sind der Meinung, es sei unfromm, den eigenen Vater wegen eines solchen Vorfalls vor Gericht zu ziehen; der fremde Totschläger habe sein Schicksal sich selbst zuzuschreiben. Davon lässt sich Euthyphron aber keineswegs beirren. Er ist überzeugt, besser als alle anderen zu wissen, was fromm und was unfromm ist. Sokrates rät ihm zu bedenken, ob das gerichtliche Vorgehen gegen den eigenen Vater nicht doch unfromm sei. Euthyphron bestreitet diese Möglichkeit vehement, er ist sich seiner Sache völlig sicher. Darauf bittet ihn Sokrates um Belehrung über die Frömmigkeit.
Erster Definitionsversuch
Sokrates fragt Euthyphron, was das Fromme oder Gottgemäße sei und was dessen Gegenteil, das Gottlose oder Ruchlose, sowohl in Bezug auf Tötungsdelikte als auch in jeder anderen Hinsicht. Der Begriff τὸ ὅσιον (to hósion) bezeichnet im damaligen Sprachgebrauch das Fromme, das heißt das von Natur aus Richtige oder Pflichtgemäße, das zugleich das ist, was den Göttern gefällt. Er bezieht sich in erster Linie auf Taten, weniger auf die Gesinnung; die Übersetzung mit „Frömmigkeit“ ist ungenau.
Euthyphron versucht nicht, eine allgemeine, philosophisch stichhaltige Definition des Frommen zu finden, sondern gibt eine Beschreibung der Frömmigkeit, die sich speziell auf sein eigenes Verhalten bezieht. Fromm handle, wer jedes Unrecht ohne Ansehen der Person des Übeltäters verfolge, auch wenn dieser zu den engsten Angehörigen zählt. Wer diese Pflicht nicht erfülle, verhalte sich ruchlos. Zur Rechtfertigung beruft sich Euthyphron auf das Vorbild der Götter, womit er auf die mythischen Umstürze in der Götterwelt Bezug nimmt. So habe der Gott Kronos seinen Vater Uranos kastriert, um ihn für begangenes Unrecht zu bestrafen, und Kronos sei seinerseits von seinem Sohn Zeus gefesselt worden, weil er seine anderen Söhne verschlungen habe, wozu er nicht berechtigt gewesen sei. Zeus, der allgemein als der beste und gerechteste Gott anerkannt sei, sei nicht davor zurückgescheut, gegen seinen Vater vorzugehen.
Sokrates lässt nebenbei durchblicken, dass er die Mythen von Feindschaften und Kämpfen der Götter untereinander für unglaubwürdig hält, stößt aber damit auf Verständnislosigkeit. Daher begnügt er sich mit der Feststellung, dass die vorgeschlagene Definition der Frömmigkeit nur einen Sonderfall betrifft. Er verlangt eine allgemeingültige Begriffsbestimmung, die alles Fromme erfasst. Die philosophische Suche zielt auf „das Fromme“ schlechthin, auf das, was allen Erscheinungsformen von Frömmigkeit gemeinsam ist und ihnen die Eigenschaft, fromm zu sein, verleiht. Erst wenn dieses bekannt ist, kann die Frömmigkeit oder Unfrömmigkeit einzelner Handlungen beurteilt werden. Euthyphron sieht das ein.
Zweiter Definitionsversuch
Euthyphron unternimmt einen neuen Anlauf. Sein zweiter Definitionsvorschlag lautet: Das Fromme ist das, was den Göttern lieb ist. Dieser Vorschlag gefällt Sokrates besser als der erste. Allerdings ergibt sich jetzt ein Widerspruch zur Göttervorstellung Euthyphrons, der sich an die mythische Überlieferung hält, die von Streit zwischen den Göttern berichtet. Wenn tatsächlich unter ihnen Zwietracht besteht, dann müssen sie, wie Sokrates darlegt, über das Gute, Gerechte und daher Liebenswerte verschiedener Meinung sein. Was der eine Gott liebt, ist dem anderen verhasst. Somit kann die Meinung eines Gottes nicht der Maßstab für Frömmigkeit sein, wenn ein anderer Gott ihr widerspricht. Die Definition bedarf also einer Änderung: Als fromm kann nur das gelten, was allen Göttern gefällt.
Doch auch in dieser Form erweist sich die Definition als unzulänglich. Sokrates stellt die Frage, ob das Fromme von den Göttern geliebt wird, weil es fromm ist, oder ob es fromm ist, weil es von ihnen geliebt wird. Er hält es für logisch notwendig, dass nur die erste Möglichkeit zutreffen kann. Nicht der Umstand, dass etwas von den Göttern geliebt wird, macht es zu etwas Frommem, sondern seine Eigenschaft, fromm zu sein, macht es für die Götter liebenswert. Die Frömmigkeit wird nicht von der Gottgefälligkeit bewirkt, sondern umgekehrt. Daher ist die Feststellung, das Fromme werde von den Göttern geliebt, keine Aussage über das Wesen des Frommen, sondern nur über eine Auswirkung dieses Wesens. Der Klärung der Frage, worin die Frömmigkeit besteht, kommt man damit nicht näher. Euthyphron sieht das ein. Nun ist er ratlos.
Dritter Definitionsversuch
Da Euthyphron nicht mehr weiter weiß, schlägt Sokrates vor, das Verhältnis der Frömmigkeit zur Gerechtigkeit zu prüfen. Hier stellt sich die Frage, ob nur die Aussage, dass alles Fromme gerecht ist, zutrifft, oder auch die, dass alles Gerechte fromm ist. Euthyphron entscheidet sich für die Annahme, dass die Reichweiten der beiden Begriffe nicht deckungsgleich sind, sondern das Fromme ein Teil des Gerechten ist. Somit kommt es darauf an, diesen Teil zu bestimmen.
Euthyphron schlägt vor, die Frömmigkeit als den Teil der Gerechtigkeit zu betrachten, der sich auf die „Behandlung“ (therapeía) der Götter – also den Umgang mit ihnen – bezieht. Für Sokrates stellt sich die Frage, was mit diesem Begriff hier gemeint ist. Er weist darauf hin, dass eine Behandlung oder Pflege der Götter von anderer Art sein muss als die Behandlung oder Pflege von Pferden, Hunden oder Vieh, denn ihr Ziel ist nicht wie bei den Nutztieren, dass die Behandelten dadurch besser werden. Dem stimmt Euthyphron zu. Er vergleicht nun das, was die Menschen bei der Behandlung für die Götter tun, mit dem, was Sklaven für ihre Herren tun. Demnach handelt es sich um einen Dienst an den Göttern. Aber auch diese Bestimmung erweist sich als problematisch. Dienste, die Menschen anderen Menschen leisten, pflegen einen Zweck zu haben. Wenn man für jemand eine Dienstleistung erbringt, etwa für einen Arzt oder Zimmermann, unterstützt man ihn bei der Erzeugung seines Werks. Man hilft ihm, etwas hervorzubringen, beispielsweise Gesundheit oder ein Bauwerk. Unklar ist aber, welches Werk die Götter hervorbringen, für das sie die Dienste der Menschen benötigen. Euthyphron ist außerstande, ein solches Werk konkret zu benennen und damit den Sinn einer als Gottesdienst aufgefassten Frömmigkeit anzugeben. Wiederum misslingt der Versuch, das Wesen der Frömmigkeit zu erfassen.
Vierter Definitionsversuch
Erneut hilft Sokrates seinem Gesprächspartner mit einem Vorschlag. Er fragt, ob Frömmigkeit das Wissen vom Opfern und Beten sei. Euthyphron bejaht dies. Wer opfert, schenkt den Göttern etwas, wer betet, bittet sie um etwas. Somit ist derjenige fromm, der sich im Umgang mit den Göttern beim Geben und Erbitten auskennt. Wer richtig bittet, bittet um das, was er braucht, und wer richtig gibt, gibt das, was der andere benötigt. Demnach erscheint, wie Sokrates folgert, die Frömmigkeit als die Kunst, mit den Göttern Handelsgeschäfte zu beiderseitigem Vorteil abzuschließen. Euthyphron stimmt zu. Er hat mit dieser Vorstellung keine Schwierigkeiten, obwohl sie impliziert, dass die Götter etwas von den Menschen benötigen, also nicht autark sind. Für Sokrates ist ein solches Götterbild in Wirklichkeit nicht akzeptabel, doch lässt er sich im Rahmen der Debatte auf den Gedanken eines Handelsgeschäfts ein. Er stellt nun die Frage nach dem Nutzen des Handels. Dass die Menschen dabei profitieren, ist offenkundig, nicht aber, dass auch die Götter etwas davon haben. Auf die Frage, was die Frömmigkeit der Menschen den Göttern einbringt, antwortet Euthyphron, es sei das, was den Göttern lieb ist. Damit kommt die Diskussion an den Punkt, an dem sie sich bereits befunden hat, als der zweite Definitionsversuch scheiterte. Sie hat sich im Kreis bewegt. Auch der vierte Definitionsversuch ist missglückt.
Schluss
Sokrates möchte die Untersuchung nochmals von vorn beginnen. Er will den Dialog erst beenden, wenn er erfahren hat, worin das Wesen der Frömmigkeit besteht. Zur Begründung seiner Hartnäckigkeit führt er an, es sei unzweifelhaft, dass Euthyphron über die Frömmigkeit Bescheid wisse und sein Wissen bisher verborgen habe. Anderenfalls hätte er nicht gewagt, im Bewusstsein der eigenen Frömmigkeit mit solcher Selbstsicherheit gegen seinen Vater vorzugehen.
So bringt Sokrates den in Wirklichkeit ratlosen Euthyphron in große Verlegenheit. Euthyphron gibt vor, in Eile zu sein und daher die Fortsetzung der Diskussion verschieben zu müssen. Er ergreift die Flucht.
Am Ende erweist sich damit – wie auch in anderen frühen Dialogen Platons – die Selbstsicherheit von Sokrates’ Gesprächspartner als unberechtigt, seine Einstellung als unreflektiert und unfundiert. Sein Konzept hält einer philosophischen Überprüfung nicht stand. Der Dialog hat kein positives Ergebnis erbracht, sondern in die Ratlosigkeit (Aporie) geführt.

## Philosophische Bilanz
Ein Ergebnis der Diskussion, das sicher Platons eigener Überzeugung entspricht, lautet, dass das Fromme und ethisch Richtige nicht in Abhängigkeit von der Einstellung der Götter definiert werden kann. Für Platon gibt es ebenso wie für die beiden Gestalten seines Dialogs kein „Euthyphron-Dilemma“, keinen denkbaren Rangordnungskonflikt zwischen dem ethisch Gebotenen und dem göttlichen Willen. Vielmehr ist das Fromme und ethisch Gebotene eine objektive Realität, eine Norm, die nicht von göttlicher Willkür konstituiert wird, sondern für Götter ebenso wie für Menschen die verbindliche Richtschnur zu bilden hat.
Offen bleibt allerdings die zentrale Frage, was die Frömmigkeit ausmacht und damit den Maßstab zur Beurteilung der Frömmigkeit oder Unfrömmigkeit einzelner Handlungen bietet. Keiner der erörterten Ansätze hat zu einem befriedigenden Resultat geführt. Wie bei anderen aporetisch endenden Dialogen stellt sich auch hier die Frage, ob das Ergebnis der beschriebenen Erkenntnisbemühungen nur negativ ist oder ob es im Text auch Hinweise auf eine mögliche Lösung und auf Platons eigene Auffassung gibt. Die letztere Deutung wird als „konstruktivistischer Ansatz“ bezeichnet. Manche Konstruktivisten halten den dritten Definitionsversuch, die Bestimmung der Frömmigkeit als eine Form der Gerechtigkeit, für aus platonischer Sicht aussichtsreich. Im Unterschied zu den anderen Definitionsvorschlägen hat sich dieser nicht als prinzipiell untauglich erwiesen, sondern es ist nur nicht gelungen, ihn hinreichend zu präzisieren und plausibel zu machen. Daher kann vermutet werden, dass Platon den Leser dazu anregen will, von diesem Ausgangspunkt aus weiterzudenken. Allerdings ist eine Frömmigkeit, deren Wesen unabhängig von der Gottgefälligkeit bestimmt wird, kaum als Sonderform der Gerechtigkeit definierbar, sondern fällt mit dieser zusammen. Ob Platon im Euthyphron beabsichtigt hat, dem Leser diese Konsequenz nahezulegen, ist in der Forschung umstritten.
Einen wichtigen Hinweis bietet die Bemerkung des Sokrates, Euthyphron sei schon nahe am Ziel gewesen, habe sich dann aber umgewendet. Dies bezieht sich auf die Beantwortung der Frage, was das Werk der Götter ist, zu dessen Erzeugung die menschliche Frömmigkeit beitragen soll. Der Gedanke, dass es um einen Dienst geht, mit dem die frommen Menschen den Göttern beim Erzeugen eines Werks helfen, hat im Dialog die grundsätzliche Zustimmung des Sokrates gefunden. Somit entspricht er Platons eigener Überzeugung. Euthyphron hat aber nicht herausfinden können, um welches Werk es sich handelt. Diese entscheidende Frage bleibt im Euthyphron zwar ungeklärt, doch Platons Auffassung dazu ist bekannt, denn er hat sie an anderem Ort dargelegt. Für ihn ist das Werk, auf das die Frömmigkeit abzielt und das die Götter mit der Unterstützung frommer Menschen hervorbringen wollen, das für die Menschen Gute. Damit meint er das Ziel des philosophischen Erkenntnis- und Tugendstrebens. Dies geht aus dem Euthyphron zwar nicht hervor, doch sind Platons Apologie des Sokrates entsprechende Hinweise zu entnehmen. Dort lässt Platon Sokrates sagen, er – Sokrates – stehe im Dienst des Gottes Apollon, handle nach dessen Anweisung und helfe ihm, indem er nach Weisheit suche und andere zu philosophischen Bemühungen anrege. Bei diesen Aussagen ist inhaltlich und auch terminologisch ein Zusammenhang mit der Erörterung der dritten Definition im Euthyphron deutlich zu erkennen.

## Entstehungszeit und historischer Hintergrund

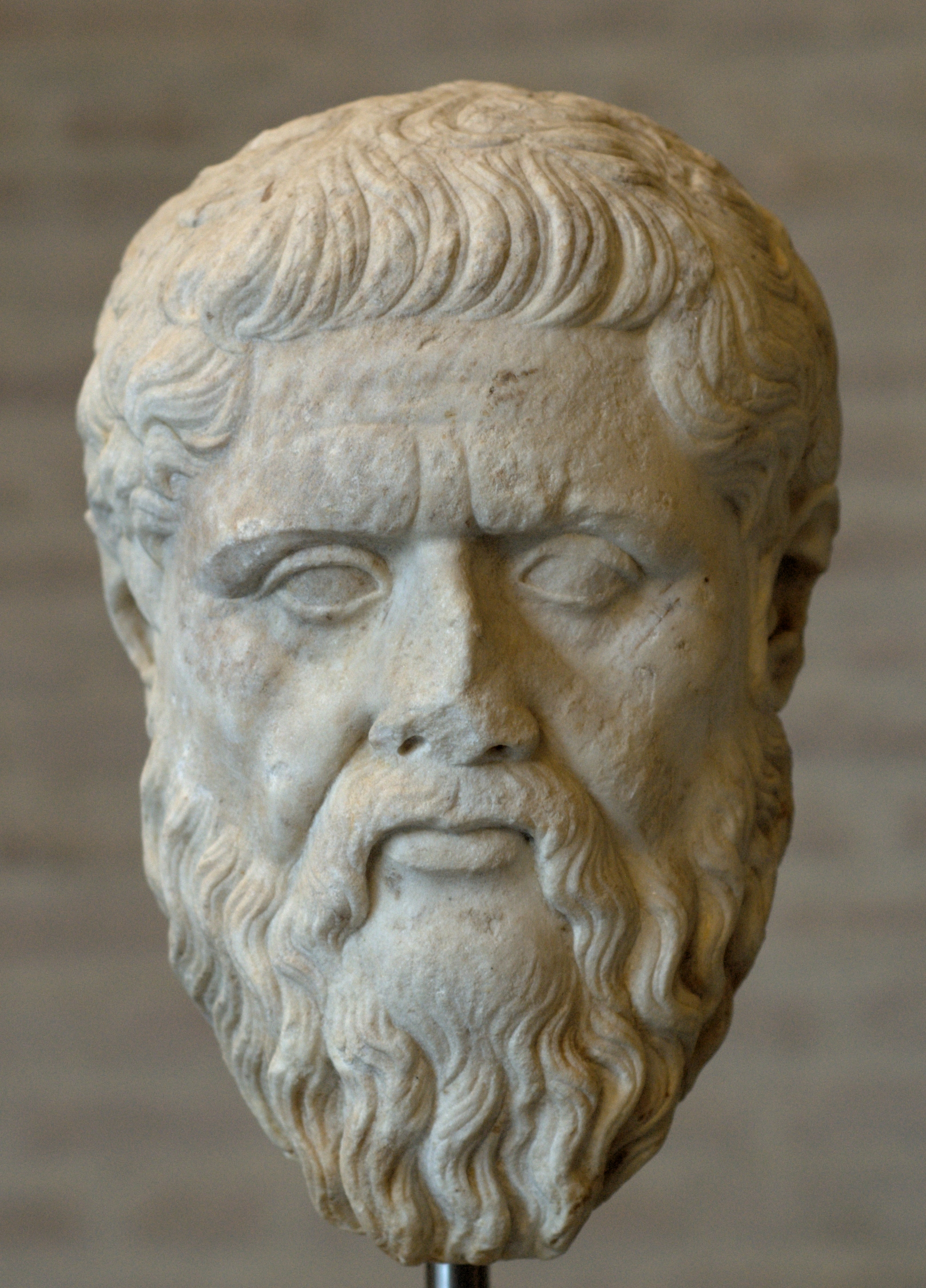
Platon (römische Kopie des griechischen Platonporträts des Silanion, Glyptothek München)

Dass der Euthyphron ein echtes Werk Platons ist, wird in der Forschung fast einhellig als sicher betrachtet. Aus sprachlichen und inhaltlichen Gründen wird er zu den Frühwerken des Philosophen gezählt. Innerhalb der Gruppe der frühen Dialoge scheint er eher zu den späteren zu gehören. Er entstand nach dem Prozess des Sokrates, der im Frühjahr 399 v. Chr. stattfand, nach einer verbreiteten Forschungsmeinung, bevor Platon um 388 v. Chr. seine erste Sizilienreise antrat, nach einem anderen Datierungsansatz um 385.
Den historischen Hintergrund bildet die Anklage gegen Sokrates, die ihm Unfrömmigkeit vorwarf und zu seiner Hinrichtung führte. Mit dem Euthyphron verfolgte Platon ebenso wie mit der Apologie des Sokrates die Absicht, seinen hingerichteten Lehrer nachträglich zu rechtfertigen. Zu diesem Zweck kontrastierte er die umsichtige philosophische Haltung des Sokrates in religiösen Fragen mit dem herkömmlichen, gängigen Götterbild und Frömmigkeitsverständnis, das er als oberflächlich und unstimmig kritisierte. Angesichts des Scheiterns aller Bemühungen, den Begriff des Frommen zu klären, erscheint ein Gerichtsverfahren, bei dem durch Los bestimmte Laienrichter über die Frömmigkeit eines Angeklagten zu befinden haben, als absurder Vorgang. Im Einleitungsgespräch des Euthyphron übt Platons Sokrates überdies auch direkt scharfe Kritik an seinem Ankläger Meletos, dem er ironisch Ahnungslosigkeit unterstellt. Der Dialog ist somit in den Kontext der Polemik zwischen Gegnern und Anhängern des Sokrates einzuordnen.
Umstritten ist in der Forschung die Frage, ob Euthyphron – falls Platons Darstellung auf einer historischen Begebenheit fußt – überhaupt befugt war, gegen seinen Vater Anklage zu erheben. Nach dem damals geltenden Recht waren Tötungsdelikte Privatangelegenheiten; sie wurden nicht von Staats wegen verfolgt, sondern nur wenn Anzeige erstattet wurde. Einer Forschungsmeinung zufolge war nur ein genau definierter Personenkreis anzeigeberechtigt: Angehörige des Getöteten oder, falls dieser ein Sklave war, sein Besitzer. Nach dieser Interpretation der Rechtslage war Euthyphrons Klage aus formalem Grund unzulässig und daher offenkundig aussichtslos. Demnach klagte er nur um einem Prinzip Genüge zu tun, nicht um wirklich eine Verurteilung seines Vaters herbeizuführen. Andere Hypothesen lauten, dass die Klageberechtigung nicht auf solche Weise begrenzt war oder dass der Taglöhner einen sklavenähnlichen Status hatte und Euthyphron, für dessen Familie er gearbeitet hatte, daher als Geschädigter auftreten konnte.

## Textüberlieferung
Ein Papyrus aus dem 2. Jahrhundert, von dem zwei Fragmente erhalten sind, ist der einzige antike Textzeuge. Die älteste erhaltene mittelalterliche Handschrift wurde im Jahr 895 im Byzantinischen Reich für den Gelehrten Arethas von Caesarea angefertigt.

## Rezeption

### Antike
Im frühen 3. Jahrhundert v. Chr. verfasste der Epikureer Metrodoros von Lampsakos eine Schrift gegen den Euthyphron, die nicht erhalten geblieben ist. Dies ist die älteste Erwähnung des Dialogs in antiker Literatur.
In der Tetralogienordnung der Werke Platons, die anscheinend im 1. Jahrhundert v. Chr. eingeführt wurde, gehört der Euthyphron zur ersten Tetralogie. Der Philosophiegeschichtsschreiber Diogenes Laertios zählte ihn zu den „prüfenden“ Schriften und gab als Alternativtitel „Über die Frömmigkeit“ an. Dabei berief er sich auf eine heute verlorene Schrift des Mittelplatonikers Thrasyllos. Diogenes Laertios erwähnte, dass der Euthyphron von manchen Philosophielehrern an den Anfang des Lektüreplans ihrer Schüler gestellt wurde, also unter didaktischem Gesichtspunkt als geeignete Einführung in die platonische Philosophie galt. Außerdem behauptete Diogenes Laertios, Sokrates habe Euthyphron durch die Diskussion von der Anklage gegen den Vater abgebracht. Dies ist allerdings eine Interpretation des Ausgangs, die in Platons Angaben keine Stütze findet.

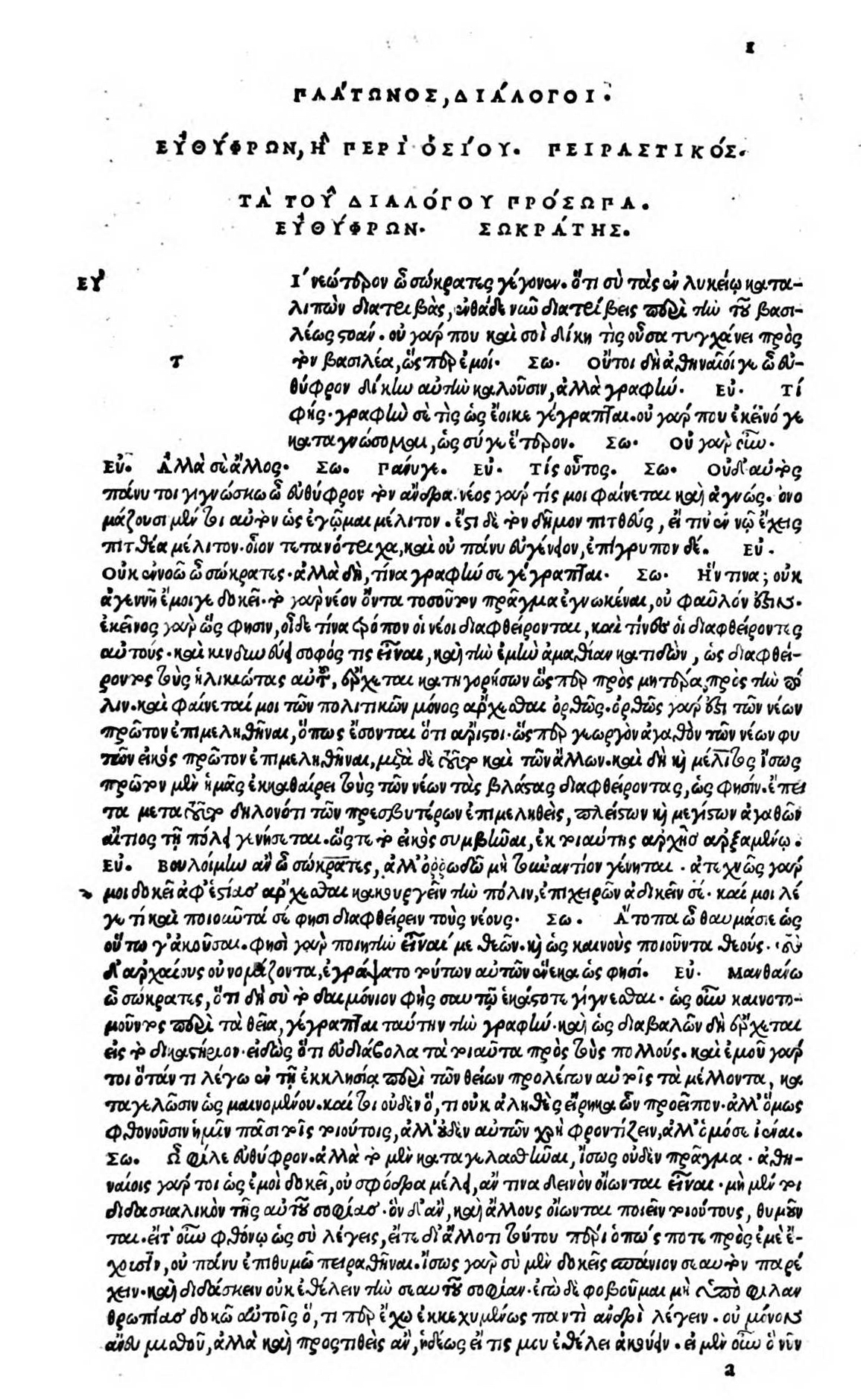
Der Anfang des Euthyphron in der Erstausgabe, der 1513 in Venedig gedruckten Aldine

Der Mittelplatoniker Numenios meinte, Platon habe im Euthyphron seine Religionskritik darlegen wollen, was nur in Dialogform möglich gewesen sei; er habe damit rechnen müssen, dass ihn die Athener ebenso wie Sokrates hinrichten würden, wenn er seine Überzeugung direkt als solche ausgedrückt hätte.
In den anonym überlieferten spätantiken „Prolegomena zur Philosophie Platons“ wird mitgeteilt, dass unter den Gelehrten die Meinung vertreten wurde, Platon habe den Euthyphron als ersten seiner Dialoge verfasst.

### Mittelalter und Frühe Neuzeit

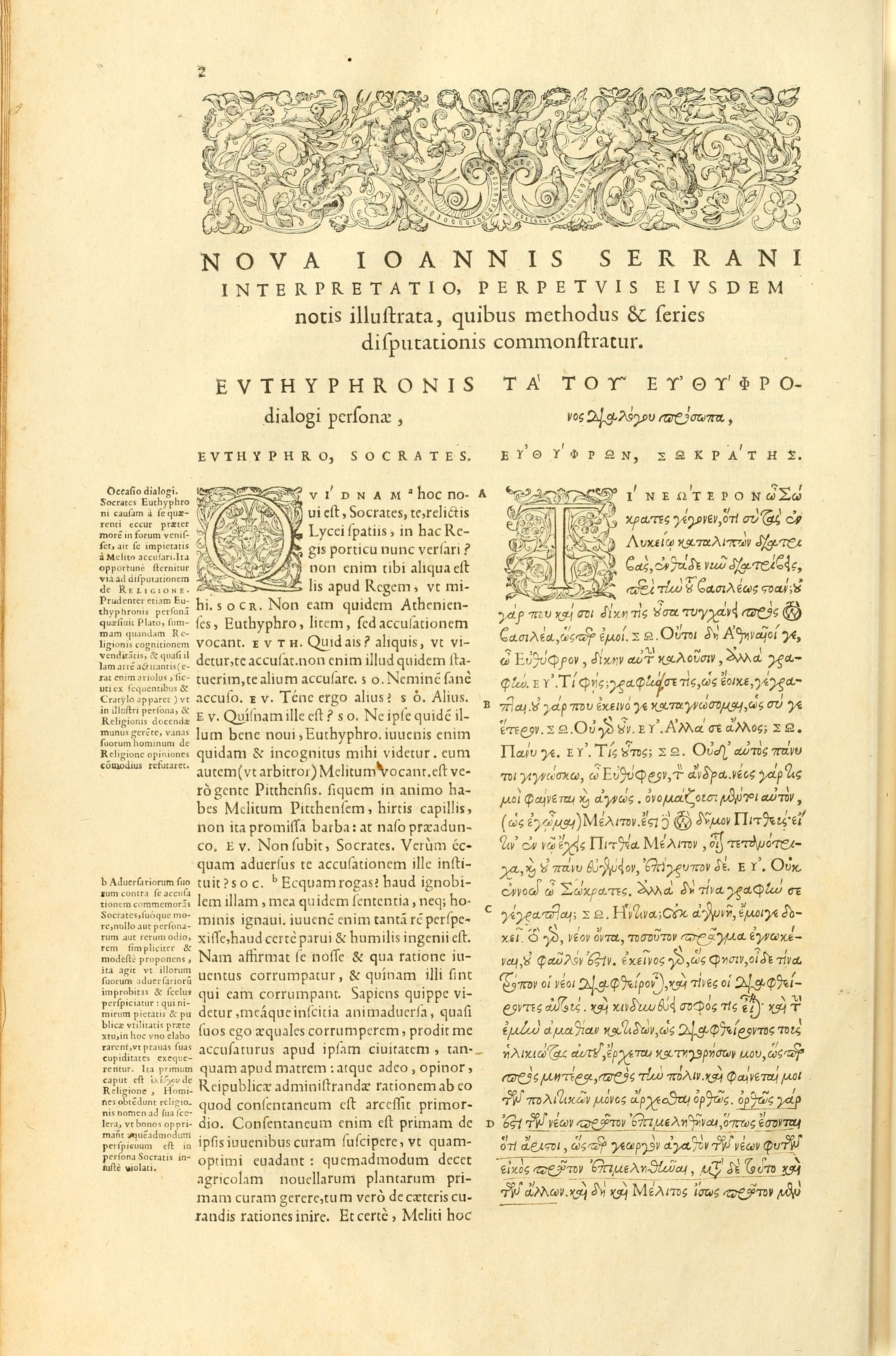
Der Anfang der 1578 gedruckten Euthyphron-Ausgabe des Henricus Stephanus (Henri Estienne) mit lateinischer Übersetzung. Am linken Rand der Seite stehen erläuternde Hinweise des Übersetzers Jean de Serres (Johannes Serranus).

Im Mittelalter war der Euthyphron in der lateinischsprachigen Gelehrtenwelt des Westens unbekannt, er wurde erst im Zeitalter des Renaissance-Humanismus wiederentdeckt. Spätestens im 11. Jahrhundert entstand eine Übersetzung des Dialogs ins Armenische.
Der byzantinische Gelehrte Manuel Chrysoloras († 1415), der nach Italien emigrierte, besaß eine Handschrift des Euthyphron. Die erste lateinische Übersetzung fertigte der berühmte Humanist Francesco Filelfo vor 1436 an; die zweite, wesentlich schlechtere, die wohl 1440/1443 entstand, stammt von Rinuccio da Castiglione. Beide blieben ungedruckt. Die dritte besorgte Marsilio Ficino. Er veröffentlichte sie 1484 in Florenz in der Gesamtausgabe seiner lateinischen Platon-Übersetzungen.
Die Erstausgabe des griechischen Textes erschien im September 1513 in Venedig bei Aldo Manuzio im Rahmen der von Markos Musuros herausgegebenen Gesamtausgabe der Werke Platons.

### Moderne
Der einflussreiche Platon-Übersetzer Friedrich Schleiermacher (1768–1834) schätzte den Euthyphron nicht; er sah darin eine „mit dem ‚Laches‘ und ‚Charmides‘ verglichen (…) sehr untergeordnete Arbeit“. Ähnlich urteilte im 20. Jahrhundert Olof Gigon. Er meinte, der theologische Ertrag des Dialogs sei „von einer erstaunlichen Dürftigkeit“; Sokrates treibe ein pedantisch wirkendes Spiel mit den Stichworten, die ihm sein Partner liefert. Der Euthyphron sei ein „befremdlicher und letzten Endes unsympathischer Text“, da die wesentlichen Perspektiven abgeschnitten würden.
Andere Altertumswissenschaftler äußerten sich anerkennend. Ulrich von Wilamowitz-Moellendorff (1848–1931) meinte, mit dem Euthyphron sei Platon die Befreiung des Tugendbegriffes von der Last einer nicht auf sittlicher Pflicht beruhenden Frömmigkeit gelungen; dies sei „kein geringer positiver Gewinn“. Michael Erler schrieb 2007, der Gesprächsverlauf zeuge „von hoher Reflexion in logischen und grammatischen Fragen“. Maximilian Forschner, der 2013 einen Kommentar zum Euthyphron veröffentlichte, beurteilte den Dialog als in vielerlei Hinsicht bedeutendes und beachtenswertes Werk von hohem literarischem Rang und lobte die argumentative Struktur als konzis und stringent; die philosophischen Gesichtspunkte seien von zeitloser Relevanz. Forschner befand, in dem Dialog sei die kritische Rationalität sokratischen Philosophierens in persönlichen Erfahrungen und Hoffnungen sowie dialektisch haltbaren Überzeugungen eingebettet, die wahrhaft religiös seien. Diese Interpretation ist allerdings auf Widerspruch gestoßen. Die Gegenthese lautet, es handle sich um eine nichtreligiöse, rein philosophische Theologie.
Die Frage, ob es einen universal verbindlichen ethischen Standard gibt, an dem sich der göttliche Wille orientiert und von dem er nicht abweichen kann, wurde schon im Mittelalter erörtert. Im modernen philosophischen und theologischen Diskurs hat sich dafür die Bezeichnung „Euthyphron-Dilemma“ eingebürgert. Sie ist allerdings etwas irreführend, denn für die antiken Platoniker gab es kein Dilemma; sie hielten die Bejahung der Frage für selbstverständlich. Die Autonomie der Ethik gegenüber göttlichen Willensakten war bei ihnen unstrittig. Ein Problem ist erst in der christlichen Theologie entstanden, da Schwierigkeiten auftreten, wenn die Autonomie der Ethik mit theologischen Vorstellungen wie dem Konzept einer absoluten Allmacht Gottes vereinbart werden soll. Hinzu kommt die Überlegung, dass Gott für die Ethik überflüssig wird, wenn deren Geltungsanspruch nicht aus seinem Willen abgeleitet wird. Überdies kann die Autonomie der Ethik dazu führen, dass auch Gottes Handeln nach ihren Maßstäben beurteilt wird und dann möglicherweise als fragwürdig erscheint. Wenn die Ethik autonom ist, setzt Gott nicht Werte, sondern untersteht selbst einem Wertbewusstsein. Daher bestreiten manche Theologen die Autonomie der Ethik („Divine Command Theory“, DCT). Andererseits legen zahlreiche Theisten aber auch Wert auf die Annahme, dass das ethisch Richtige an sich richtig sei und nicht nur aufgrund eines Befehls Gottes.
Über die Schlüssigkeit von Sokrates’ Einwänden gegen die verworfenen Definitionsvorschläge gehen in der Forschung die Meinungen auseinander. Peter Geach hält zwar die Auffassung des Sokrates, wonach die Frömmigkeit nicht auf die Gottgefälligkeit zurückführbar sein kann, für richtig, findet aber die Argumentation im Dialog nicht stichhaltig. Unter anderem wendet er sich grundsätzlich gegen die Annahme, dass man über etwas, was man nicht definieren kann, kein Wissen haben könne. Dies bezeichnet er als „Socratic fallacy“ (sokratischen Fehlschluss). Seine 1966 erstmals publizierte Kritik an den Überlegungen von Platons Sokrates hat unterschiedliche Reaktionen hervorgerufen. Manche Forscher haben von verschiedenen Ansätzen her versucht, Geach zu widerlegen oder einzelne Einwände gegen die Definitionsvorschläge als plausibel zu erweisen.
Ein weiteres Thema von Forschungsdiskussionen ist, ob oder inwieweit der Euthyphron bereits eine Vorstufe von Platons in späteren Dialogen dargelegter Ideenlehre enthält oder eine Lösungsmöglichkeit mithilfe dieser Lehre andeutet.

## Ausgaben und Übersetzungen
- William S. M. Nicoll (Hrsg.): Euthyphron. In: Elizabeth A. Duke u. a. (Hrsg.): Platonis opera, Band 1, Oxford University Press, Oxford 1995, ISBN 0-19-814569-1, S. 1–25 (maßgebliche kritische Edition)
- Winfried Czapiewski (Übersetzer): Platon über den Tod des Sokrates. Vier Schriften Platons zu Person und Tod des Sokrates: Euthyphron, Apologie, Kriton, Phaidon. Laufen, Oberhausen 2018, ISBN 978-3-87468-378-4
- Gunther Eigler (Hrsg.): Platon: Werke in acht Bänden, Band 1, 4. Auflage, Wissenschaftliche Buchgesellschaft, Darmstadt 2005, ISBN 3-534-19095-5, S. 351–397 (Abdruck der kritischen Ausgabe von Maurice Croiset, 9. Auflage, Paris 1966, mit der deutschen Übersetzung von Friedrich Schleiermacher, 2., verbesserte Auflage, Berlin 1818)
- Maximilian Forschner (Übersetzer): Platon: Euthyphron (= Platon: Werke. Übersetzung und Kommentar, hrsg. von Ernst Heitsch u. a., Band I 1). Vandenhoeck & Ruprecht, Göttingen 2013, ISBN 978-3-525-30400-6
- Otto Leggewie (Hrsg.): Platon: Euthyphron. Reclam, Stuttgart 2007, ISBN 978-3-15-009897-4 (griechischer Text ohne kritischen Apparat, daneben deutsche Übersetzung)
- Reinhold Merkelbach (Hrsg.): Platons Euthyphron. Saur, München/Leipzig 2003, ISBN 3-598-73012-8 (griechischer Text ohne kritischen Apparat, daneben deutsche Übersetzung)
- Klaus Reich (Hrsg.): Platon: Euthyphron. Meiner, Hamburg 1968 (griechischer Text ohne kritischen Apparat, daneben deutsche Übersetzung)
- Rudolf Rufener (Übersetzer): Platon: Die Werke des Aufstiegs (= Jubiläumsausgabe sämtlicher Werke, Bd. 2). Artemis, Zürich/München 1974, ISBN 3-7608-3640-2, S. 185–210 (mit Einleitung von Olof Gigon)
- Friedrich Schleiermacher (Übersetzer): Euthyphron. In: Erich Loewenthal (Hrsg.): Platon: Sämtliche Werke in drei Bänden, Bd. 1, unveränderter Nachdruck der 8., durchgesehenen Auflage, Wissenschaftliche Buchgesellschaft, Darmstadt 2004, ISBN 3-534-17918-8, S. 277–299 (nur Übersetzung)
- Gustav Schneider (Übersetzer), Benno von Hagen (Hrsg.): Platons Dialoge Laches und Euthyphron. In: Otto Apelt (Hrsg.): Platon: Sämtliche Dialoge, Bd. 1, Meiner, Hamburg 2004, ISBN 3-7873-1156-4 (Übersetzung mit Erläuterungen; für Euthyphron: Nachdruck der 2., durchgesehenen Auflage, Leipzig 1922)

Humanistische Übersetzung (lateinisch)
- Stefano Martinelli Tempesta (Hrsg.): Platonis Euthyphron Francisco Philelfo interprete, Lysis Petro Candido Decembrio interprete. Società Internazionale per lo Studio del Medioevo Latino, Florenz 2009, ISBN 978-88-8450-357-2, S. 1–104 (kritische Edition)